# Roberto Bompiani

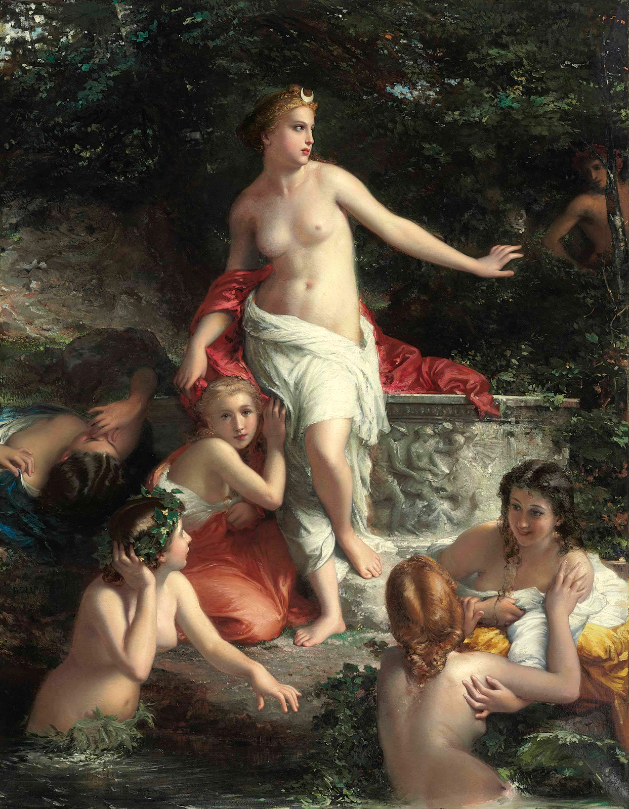
Diana und ihr Gefolge

Roberto Bompiani (12. Februar 1821 in Rom; † 20. Januar 1908 ebenda) war ein italienischer Genremaler sowie Bildhauer und Kunstpädagoge.

## Leben
Bompiani studierte ab dem 15. Lebensjahr an der römischen Accademia di San Luca. Während des Studiums wurde er mehrfach mit Preisen ausgezeichnet.
Roberto Bompiani heiratete und wurde Vater von Clelia (1848–1927) und Augusto (1852–1930), die ebenfalls Maler wurden.
Auf der Londoner Industrieausstellung 1851 erhielt er eine Medaille für das Mosaikstudium mit dem Porträt von Papst Bonifatius II., das Giovanni Ubizi im Mosaik ausgeführt hatte. 1851 nahm er am Clementino-Pellegrini-Wettbewerb teil und erhielt den zweiten Preis hinter Casimiro Brugnone De Rossi (1818–1876). Er wurde zum Beauftragten der päpstlichen Regierung auf der Weltausstellung London 1862 ernannt.
1864 wurde er Mitglied der Accademia di San Luca. Er wurde zum Vizepräsidenten und dann zum Präsidenten der Accademia di San Luca ernannt. Insbesondere wurde er 1896 trotz seines Rücktritts mit einstimmigem Votum der Generalversammlung als Präsident der Akademie von San Luca bestätigt. Er wurde von der französischen Regierung mit dem Kreuz der Ehrenlegion ausgezeichnet.
1896 stellte er auf der Berliner Gewerbeausstellung ein Gemälde aus.
Er war Mitglied der Kunstakademien von Florenz, Perugia und Urbino, des Institut de France und der Päpstlichen Akademie der schönen Künste und der Literatur sowie Kommandeur des Ordens der Krone von Italien. Er hatte hohe Ämter unter der päpstlichen Regierung inne, die ihn zum Experten für den Export von Kunstwerken ernannte. Er war Mitglied der Städtischen Archäologischen Kommission von Rom.
Bompiani starb 1908 und wurde auf dem Campo-Verano-Friedhof bestattet.